# CCL21
La CCL21 è una piccola chemochina appartenente alla famiglia delle chemochine CC. Questa chemochina è anche conosciuta come 6Cchina (per il fatto che ha sei residui conservati di cisteina anziché i quattro tipici delle chemochine), exodus-2 e chemochina secondaria del tessuto linfoide (SLC).

Il gene per CCL21 è localizzato sul cromosoma umano numero 9.

Come per altre chemochine la proteina codificata da questo gene inibisce l'emopoiesi e stimola la chemiotassi. Questa proteina è chemiotattica in vitro per i timociti e le cellule T attivate, ma non per le cellule B, i macrofagi o i neutrofili.
CCL21 induce i suoi effetti legandosi ad un recettore della chemochina sulla superficie cellulare, noto come CCR7.